# Primeiro Consistório Ordinário Público de 1839

## Cardeais Eleitores
| Nº                  | País       | Nome                    | Idade      | Cargo                                 | Título ou Diaconia                                    |
| In Pectore          | In Pectore | In Pectore              | In Pectore | In Pectore                            | In Pectore                                            |
| ------------------- | ---------- | ----------------------- | ---------- | ------------------------------------- | ----------------------------------------------------- |
| 1                   | Itália     | Charles Januarius Acton | 35         | auditor geral da Câmara Apostólica    | Revelado no Consistório Ordinário Público de 1842     |
| Revelado In Pectore |            |                         |            |                                       |                                                       |
| 2                   | Itália     | Giovanni Soglia Ceroni  | 59         | Patriarca Latino de Jerusalém         | Cardeal-presbítero de Santos Quatro Mártires Coroados |
| 3                   | Itália     | Antonio Tosti           | 62         | tesoureiro geral da Câmara Apostólica | Cardeal-presbítero de São Pedro em Montorio           |